# Raymond Orteig

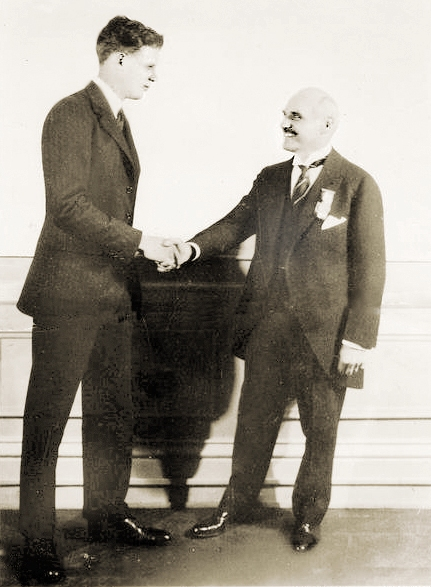
Charles Lindbergh (links) und Raymond Orteig

Raymond Désiré Orteig (* 29. Januar 1870 in Louvie-Juzon, Communauté de communes de la Vallée d’Ossau; † 6. Juni 1939 in New York City) war ein Pariser Hotelier, welcher 1919 die Summe in Höhe von 25.000 US-Dollar als Preis für den ersten Flug über den Atlantik (New York – Paris) stiftete. Dieser „Orteig-Preis“ fand seine Fortsetzung im X-Prize.

## Leben
Orteig wurde 1870 in dem Dorf Louvie-Juzon im Département Pyrénées-Atlantiques im Südwesten Frankreichs als ältestes von sechs Kindern geboren. Einen Teil seiner Kindheit verbrachte er damit, die Schafe seines Vaters in den Pyrenäen zu hüten. Im Alter von 12 Jahren wanderte er in die Vereinigten Staaten von Amerika aus, kam in New York City am 13. Oktober 1882 mit 13 Franc in der Tasche an, um in der Stadt zu einem Onkel zu ziehen. Er nahm einen Job als Barkeeper in Wengler's Restaurant in der William Street in Lower Manhattan an, der ihm 2 Dollar pro Woche einbrachte. Bald fand er Arbeit im Hotel Martin in Greenwich Village. Orteig arbeitete sich im Hotel hoch, war Kellner, Oberkellner und Hoteldirektor. 1902 hatte er genug Geld gespart, um das Hotel zu kaufen. Er benannte es in Hotel Lafayette um, zu Ehren des Marquis de Lafayette. Zusammen mit einem Geschäftspartner konnte Orteig auch das heruntergekommene Brevoort Hotel an der nordöstlichen Ecke von Fifth Avenue und 8th Street in Greenwich Village pachten und im Jahr 1925 finanzierten Orteig und sein Geschäftspartner Elie Pierre Daution eine 200.000 Dollar teure Renovierung.
Mit Mitte fünfzig befand sich Orteig im Halbruhestand und der tägliche Betrieb seiner Häuser wurde von seinen drei Söhnen und seinem Geschäftspartner Daution geleitet.
Obwohl Orteig selbst regelmäßig in den USA flog, hat er den Atlantik nie mit dem Flugzeug überquert. Im Sommer reiste er jedes Jahr mit dem Schiff in seine Heimat Frankreich.
Seine Unterstützung zahlreicher Wohltätigkeitsorganisationen und -projekte machte ihn zu einer führenden Persönlichkeit der französischen Gemeinschaft in New York City. Dies führte dazu, dass er zum Chevalier der Ehrenlegion ernannt wurde.